# IGZO
IGZO（）は、インジウム (Indium)、ガリウム (Gallium)、亜鉛 (Zinc)、酸素 (Oxygen) から構成される物質の略称。

## 概要

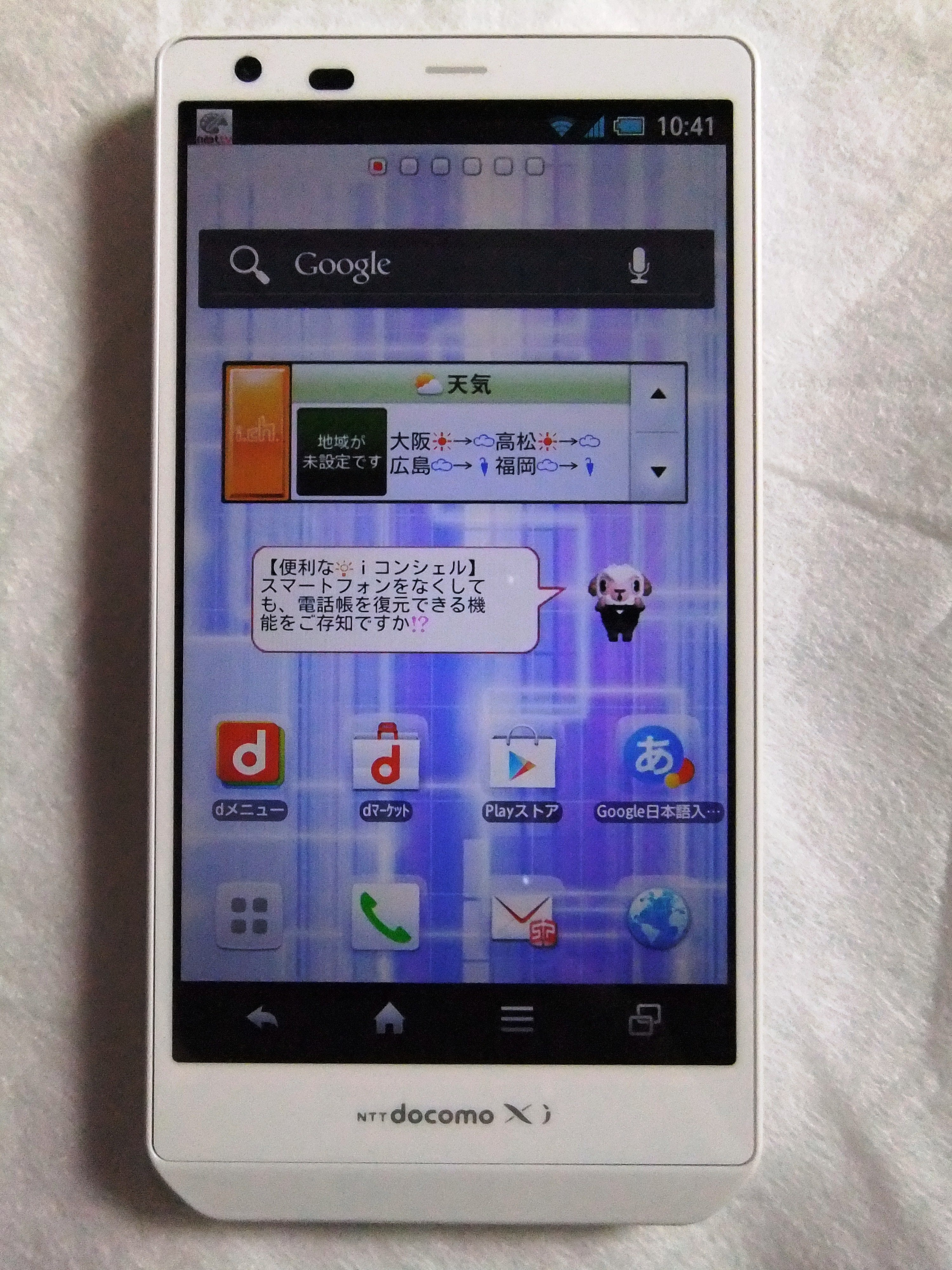
IGZO液晶を採用したシャープのスマートフォン、AQUOS PHONE SH-02E（2012年）。シャープは2012年に世界初となるIGZO半導体の量産に成功した

液晶ディスプレイや有機ELディスプレイを始めとして、太陽電池、不揮発性メモリ、紫外線センサーなど様々な分野に応用が期待される物質である。1985年に君塚昇が初めてIGZOの合成に成功して以後、2004年に東工大の野村研二、神谷利夫、細野秀雄らが「アモルファスIGZO-薄膜トランジスタ (TFT)」を開発しNature誌に発表、2009年に株式会社半導体エネルギー研究所がアモルファスでも単結晶でもない「c-axis aligned crystal (CAAC) IGZO」を開発するなど、研究・開発が進んでいる。
一般的には、シャープが2012年より開発・販売している液晶ディスプレイのブランドとして知られている。IGZO薄膜トランジスタの東工大での開発は科学技術振興機構（以下JST）の支援事業で行われたため、IGZO薄膜トランジスタの特許権や関連特許はJSTが所有しており、シャープ以外にもAUO、サムスン、LGなどのディスプレイ会社にJSTがライセンスを供給し、各ディスプレイ会社からIGZOを利用したディスプレイが製造・販売されている。LGは2013年よりIGZOを利用した有機ELディスプレイを製造している。
IGZOは、商標ではなく一般名詞である。シャープが持つ商標としての「IGZO」に関しては、シャープが2011年に「IGZO」の商標を取得したところ、JSTがシャープの持つ商標「IGZO」の一部の無効を特許庁に訴え、2014年に一部の商標が取り消された。シャープは商標取り消しの無効を訴えたが、「IGZO」は商標法第3条第1項第3号で言うところの「原材料」の名称であって商標には使えないと判断され、2015年に却下された（IGZO事件）。これは商標法第3条第1項第3号の該当性について争われた重要な判例となっている。

## 応用製品
IGZO半導体は、シャープが2012年に世界初となる量産に成功し、以来ディスプレイを始めとする様々な製品に採用されている。

### 液晶ディスプレイ

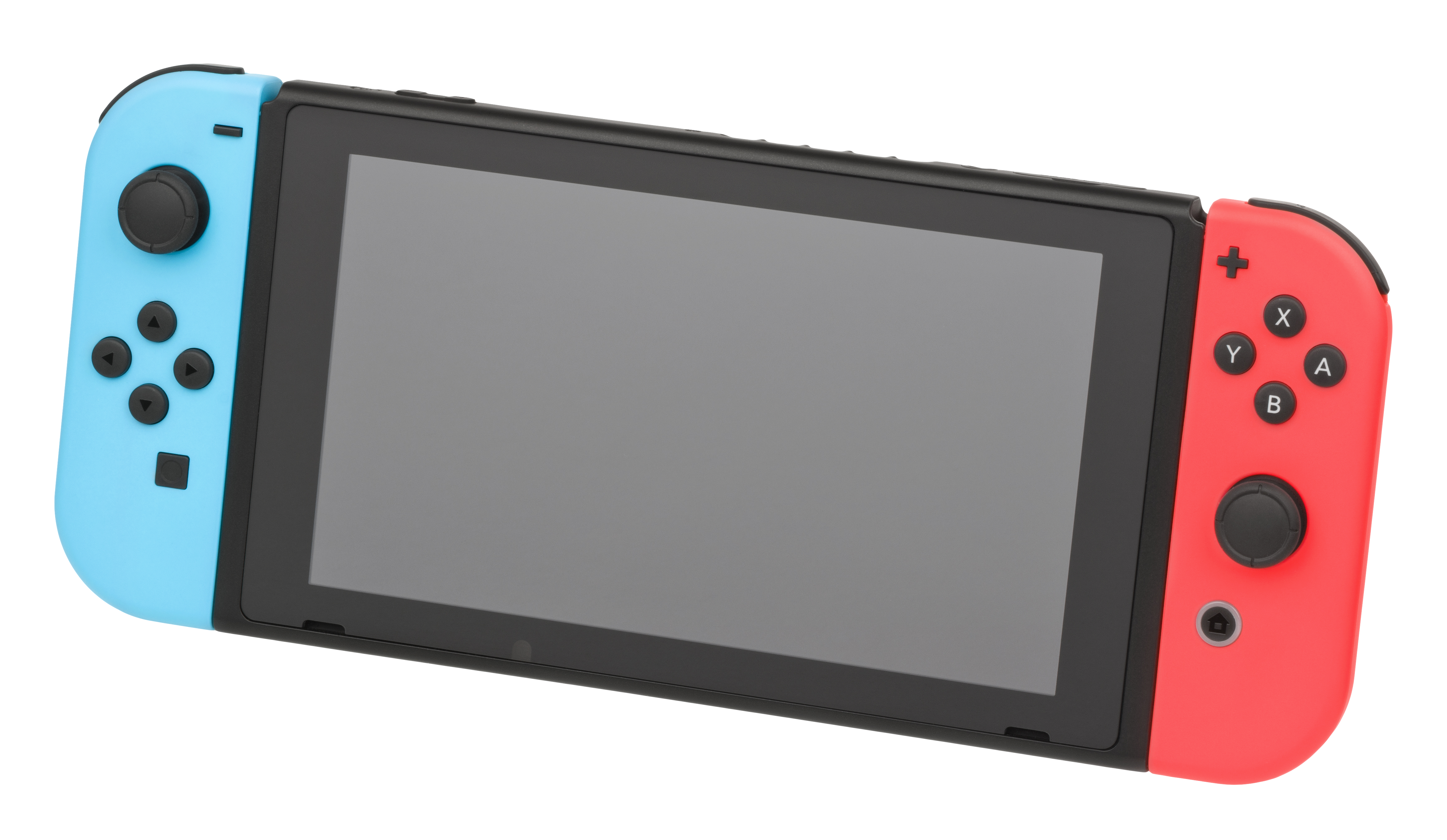
IGZO液晶を採用したNintendo Switch（2019年発売モデル）

IGZOは、スマートフォン用の液晶ディスプレイの製造に有用な技術である。
2012年当時のスマートフォン用ディスプレイとして主流であったアモルファスシリコン (a-Si) を用いたTFT液晶は、リーク電流が大きいために画面の輝度がすぐに下がってしまい、静止画表示時も電圧をかけて定期的なリフレッシュが必要となるため、電力の消費が大きいという欠点があった。それに対し、IGZOを利用したTFTはリーク電流が少なく、リフレッシュ回数低減により静止画表示時の電力消費を抑制して、消費電力を低減することが可能である。また、電子移動度はアモルファスシリコン比20 - 50倍であるため、ディスプレイの高速駆動によって映像がなめらかに表示できるようになる。またTFT回路小型化による高開口率や高精細化が期待される。
2012年当時はスマートフォン用ディスプレイとして、低温ポリシリコン (LTPS) を用いたTFT液晶の採用も進んでいた。LTPSは電子移動度が高く、高精細化や画面の形を自由にできるという利点があったが、LTPSは特にリーク電流が大きい。しかし、IGZOはリーク電流がLTPSと比較して1千分の1程度である。またIGZOディスプレイの量産が軌道に乗った場合、レーザを用いた結晶化プロセスが不要となるため製造コストもa-Siと同じくらい低くなるという利点もあった。
スマートフォン用のディスプレイとしては、2012年3月、シャープが世界初の量産に成功した。2012年当時のシャープはLTPS方式のTFT液晶である「CGシリコン」と言う技術を持っており、シャープのスマートフォン「AQUOS PHONE」のディスプレイとして、2013年当時は「Super CGシリコン」のブランドが採用されていたが、2013年よりIGZO方式のディスプレイに置き換わり、シャープのスマートフォン用液晶ディスプレイのブランドとして「IGZO」が採用された。
IGZO液晶は、安価なa-Si液晶と高精細なLTPS液晶に挟まれる位置づけになるため、スマートフォン用としても必ずしも広範囲に採用されているわけでは無く、またシャープ以外のIGZO液晶のメーカーや、シャープからディスプレイの供給を受けているメーカー（任天堂やApple社など）は特にIGZO技術をアピールしていない。Apple社は2012年発売の第3世代iPadよりシャープからIGZO液晶の供給を受けているが、2012年当時はまだIGZO液晶の生産コストが高かったため、第3世代iPadに同じく液晶を供給していたLGとの競合により採算が合わなくなり、シャープは途中でIGZO液晶の供給を停止した。値段がこなれた後はiPad・iPhone・MacBookなど幅広く採用されている。
シャープは2019年8月発売の新型Nintendo SwitchがIGZOを採用していることを公表している。

### 有機ELディスプレイ

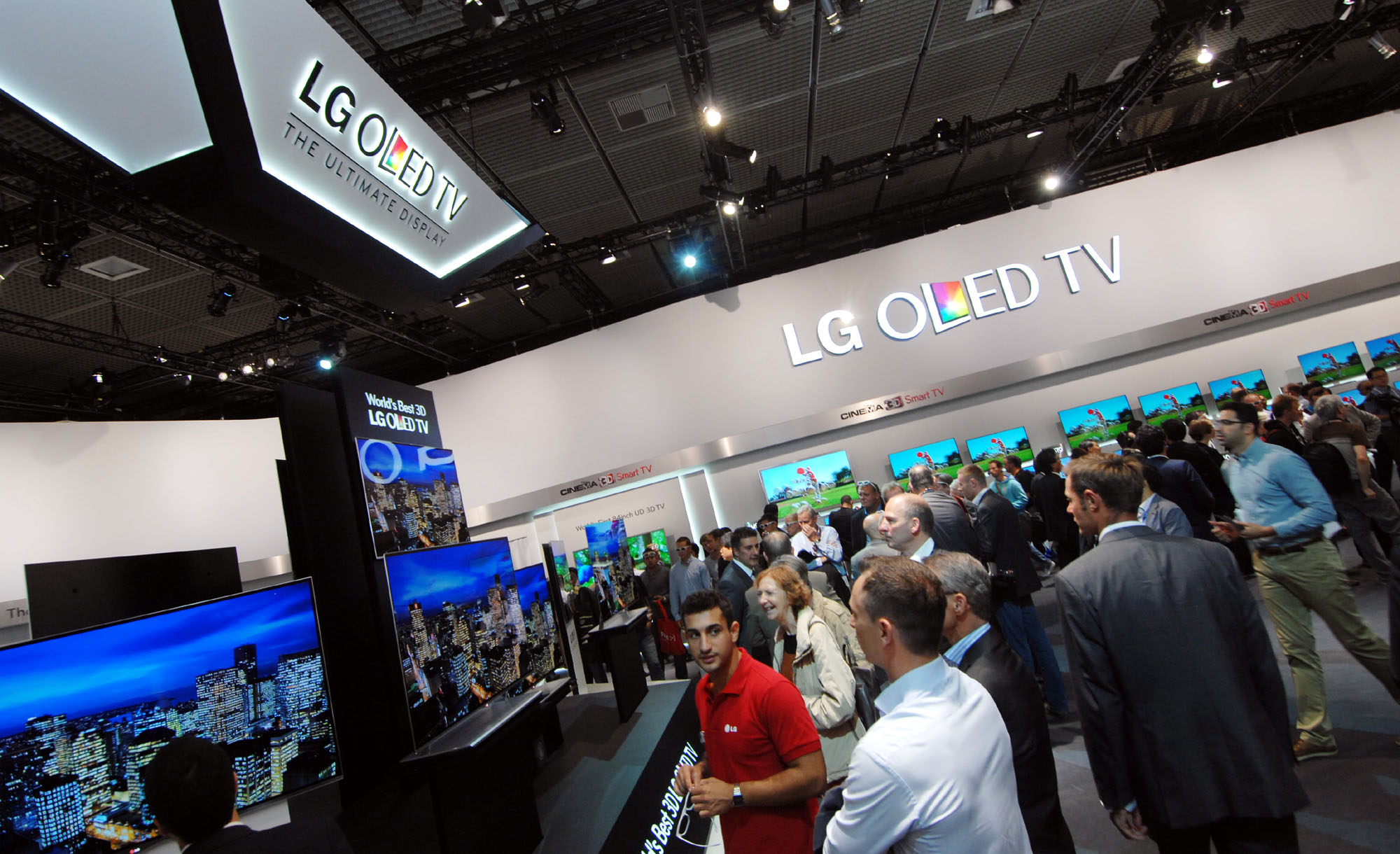
IGZOを利用した大型有機ELテレビの試作モデル（2012年、IFA）。LGは2014年に世界初の大型（55インチ）有機ELテレビを発売した

IGZOは、テレビ用の大型有機ELディスプレイ (OLED) の製造に必須となる技術である。
ディスプレイを製造するにあたっては、薄膜トランジスタ (TFT) をガラスプレートにパターニングする必要がある。小型OLEDパネルにおいては低温ポリシリコン (LTPS) でもパターニングが可能だが、テレビ用の大型OLEDパネルともなると応答速度が速すぎるので、酸化物半導体（つまりIGZO）を使わないと不可能となる。
IGZOを使ったOLEDディスプレイはLGが2006年に試作に成功。2014年に55インチの大型OLEDテレビの出荷を開始。2021年現在、LGが大型OLEDパネルの量産に成功している唯一のメーカーであるため、2021年現在に製造されているOLEDテレビは全てIGZO方式である。
IGZOは小型OLEDパネルの製造においても、省電力で高精細というIGZO液晶と同様の利点がある。シャープは2019年にIGZO技術を利用したスマートフォン用小型OLEDディスプレイの量産に成功し、2021年発売の「AQUOS R6」より「Pro IGZO OLED」のブランドで自社のスマートフォンに採用している。
BOEは、2013年よりシャープから技術供与を受けてIGZO液晶ディスプレイを製造していたCECパンダの成都工場と南京工場を2020年に買収することでIGZO技術を獲得し、2020年後半以降に大型OLEDパネルの量産を開始する予定。

### 量子ドットディスプレイ
サムスンが2022年に発売したQD-OLEDディスプレイがIGZOを採用している。

## IGZO事件
シャープが持つ「IGZO」の商標の指定商品の一部（「電気通信機械器具」など）に関して、JSTが商標登録無効審判請求を行ったところ、平成26年3月5日、特許庁が同指定商品の一部の登録を無効とした。その件に関して、シャープ株式会社（原告）がその取り消しを求めて独立行政法人科学技術振興機構（被告）と争った事件である。
最終的に、「IGZO」は商標法第3条第1項第3号の「原材料」に当たると判断され、シャープの請求は棄却、シャープの商標の一部は無効となった。
平成26年（行ケ）第10089号審決取消請求事件。

### 展開
「IGZO」の商標については、シャープが2011年11月に「IGZO」の文字商標の登録を受けていた（商標登録第5451821号）。しかし、JSTは、ある研究者が学会で「IGZO」という言葉を使用する際にシャープから申請を求められたことから、学会の活動に支障が及ぶ可能性があるとして、2013年7月に特許庁に商標登録の無効を求める審判を請求。特許庁は2014年3月に商標登録を無効とする審決を出した。シャープはこの審決を不服とし、知財高裁に無効審決の取り消しを求める訴訟を提起したが、知財高裁は2015年2月25日の判決で特許庁の審決を支持しシャープの請求を棄却。3月11日、シャープは上告を断念したことを公表した。
なお、シャープはカタカナの「イグゾー」の商標、及び、「IGZO」をロゴ化した商標（商標登録第5563245号、商標登録第5654941号）も商標登録している。これらの商標は訴訟の対象に含まれておらず、権利が存続している。

## 沿革
- 1985年 - 科学技術庁無機材質研究所（独立行政法人物質・材料研究機構の前身）の君塚昇が結晶IGZOの合成に初めて成功[16]。君塚は1967年に科学技術庁無機材質研究所入所し、世界で初めて結晶IGZOの合成を行った後、約10年間、ホモロガス構造のIGZO等の開発に従事した。
- 1995年 - 東京工業大学の細野秀雄が「透明アモルファス酸化物半導体」の一種[4]として設計指針を提唱。
- 2004年 - 細野がリーダーを務める研究グループが、JSTの創造科学技術推進事業 (ERATO) および戦略的創造研究推進事業 発展研究 (SORST) [4]で開発。
- 2011年7月20日 - 韓国サムスン電子[4]へライセンス供与を開始した。
  - 発表直後から「日本の研究成果をライバルの韓国企業に売るとは何事か」といった批判が多数届いたとされる。実際には、特許権を有するJSTはサムスン電子と話をする前に、多くの日本メーカーには声を掛けている。この日本メーカーへの提案に対し、どの日本企業も「これまで実績のある材料で十分」などの理由でライセンス契約に至らず、断られている[17]。
- 2012年1月20日 - シャープ[18]へライセンス供与を開始。
- 同年、シャープが商標権を取得[19]。
  - シャープが富士通、ソニー、東芝への供給[20]を発表。
- 2014年 - シャープが中国の北京小米科技へ大量供給することが報道された[21]。
- 2015年2月25日 - 知財高裁は、シャープが「IGZO」の商標登録を特許庁が無効としたことを不服とし、無効の取り消しを求めた訴訟で、独占使用を認めないと判決。3月11日、シャープは上告を断念した[15]。

## IGZOより優れた物質の予測
IGZOのうち、ZnOは化学的に脆弱な物質であり、かつ化学的に強固なGaNとバンドギャップ、結晶構造、原子間距離、結合様式が、ほとんど同一の材料であるため、ZnOをGaNに置換したInGa2O3NがIGZOを信頼性で上回る物質として理論的に予測されているが、実現出来ていない。